# Ilmmünster
Ilmmünster è un comune tedesco di 2 153 abitanti, situato nel land della Baviera.